# Kicking Bird
Kicking Bird (né en 1835 et mort le 4 mai 1875), également connu sous les noms de Watohkonk ou Tene-Angpote, est un important chef kiowa des années 1870.

## Biographie
Partisan de la paix, il signe en 1865 le traité de Little Arkansas puis le traité de Medicine Lodge en 1867. À la mort du grand chef Dohäsan en 1866, il devient le principal chef des partisans de la paix et s'oppose à Satanta qui est lui plutôt partisan de la guerre. Lone Wolf est choisi par les Kiowas pour devenir chef mais il ne parvient pas à réunir les deux clans. Après la fin de Satanta comme chef de guerre et la reddition de Lone Wolf dans les années 1875, l'armée des États-Unis fait de Kicking Bird le principal chef des Kiowas. Cette position lui permet de protéger une partie de ses partisans mais sa coopération avec l'armée est vue comme une trahison par certains Kiowas. Sa mort soudaine le 4 mai 1875 laisse à penser que le café qu'il a bu peu de temps avant était empoisonné.